# Ron Phibun
Ron Phibun (em tailandês: อำเภอร่อนพิบูลย์) é um distrito da província de Nakhon Si Thammarat, no sul da Tailândia. É um dos 23 distritos que compõem a província. Sua população, de acordo com dados de 2012, era de 83 892 habitantes, e sua área territorial é de 335,5 km².